# Клеп, Инге
Инге Клеп (нидерл. Inge Klep, Пустой шаблон {{ВД-Преамбула}} ) — нидерландская профессиональная шоссейная велогонщица, гомеопат.

## Карьера
Отец Инге Клеп практиковал гомеопатию. Это повлияло на интерес Инге Клеп к альтернативной медицине, который проявился ещё во время спортивной карьеры. Клеп начала использовать гомеопатию для лечения хронических носовых кровотечений и астмы, вызванной физическими нагрузками. Клеп активно занималась не только велоспортом, но и верховой ездой и бегом до беременности.
Инге Клеп начала свою профессиональную карьеру в велоспорте в 2001 году и завершила её в 2014 году. Она выступала за несколько команд, включая Ondernemers van Nature (2003), Team DSB Bank (2005), Restore Cycling Team (2006—2007), Red Sun Cycling Team (2008—2010) и Parkhotel Valkenburg (2013). Среди её достижений несколько призовых мест в местных гонках и этапах международных соревнований.
После завершения спортивной карьеры Клеп перешла в сферу классической гомеопатии. Она прошла пятилетнее обучение в Академии гомеопатии Нидерландов в Алмело и является сертифицированным мастером-практиком. В настоящее время она ведёт гомеопатическую практику в Схейнделе, специализируясь на лечении спортивных травм, опираясь на свой опыт велогонщицы.

## Личная жизнь
У Инге Клеп есть сын Леви, родившийся 30 сентября 2016 года, от Яна ван Дорна, генерального менеджера команды Red Sun Cycling Team. Она прекратила активные занятия спортом после беременности. Также у пары есть дочь.

## Достижения
2000
Критериум Ауденбос
2002
3-я на критериуме Барендрехт
2-я на критериуме Розендал
2003
8-я на 1-м этапе Новилон Ронде ван Дренте
4-я на 3-м этапе Холланд Ледис Тур
2005
3-я на критериуме Вортель
2006
7-я на 4-м этапе Женского тура — На приз Чешской Швейцарии
Критериум Маде
3-я на критериуме Мария-тер-Хейде
2007
Omloop van Strijen
3-я на критериуме Маде
3-я на критериуме Draai rond de Kraai, Рейсорд
9-я на Omloop der Kempen
2008
2-я на критериуме Бладель
2009
5-я на критериуме Маде
2010
Критериум Опло
4-я на критериуме Маде
8-я на критериуме Леккеркерк
6-я на критериуме Draai rond de Kraai, Рейсорд
2011
4-я на Omloop der Kempen
2013
9-я на Omloop der Kempen